# Atomaria delicatula
Atomaria delicatula is een keversoort uit de familie harige schimmelkevers (Cryptophagidae). De wetenschappelijke naam van de soort werd in 1872 gepubliceerd door Henri Tournier.